# Bojkók

Ruszin néprajzi csoportok

A bojkók a ruszinok  egyik hagyományos néprajzi csoportja. A huculoktól nyugatra, a Szopurka folyótól a Laborc folyóig elterülő hegyvidéken, a Verhovinán élnek. A lemkókkal és a huculokkal együtt a hegyvidéki ruszinok (verhovinaiak csoportját alkotják a síkvidéki ruszinokkal (dolisnyánok) szemben.
19. századi leírásuk:
A bojkó szülőföldje se olyan pompás és fenséges, mint a huculé. A bojkó nem olyan szép, mint a hucul és átlagban mintegy öt centiméterrel alacsonyabb nála. Melle széles, izmai erősek. Homlokcsontja széles, ajka vékony. Arcjátéka sem olyan
élénk, mint a huculé. Egyhangú és vontatott a beszéde. Haja szőke, de a sok kenéstől idővel megbarnul. A lányok csinosak, kerekarcúak, vidámak. Fő szórakozásuk a fonó, ahol sokszor nem a legépületesebb módon töltik estéiket.
A bojkó általában barátságos, beszédes. Rendes találkozóhelye a templomudvar vagy a kocsma. Jólelkű, megbízható, engedelmes és szolgálatkész. De hirtelenharagú és akkor mindjárt verekszik. Sokkal passzívabb természetű, mint a hucul. Kissé fatalista, könnyen beletörődik sorsába, pedig tehetséges, és ért a házalókereskedéshez is.
Az összes ruszinok között a legerősebb a családi érzése. Szereti szüleit, gyermekeit és tiszteli az öregeket. Baj vagy veszély esetén a legnagyobb áldozatra képes a családjáért.
A bojkó az egyetlen ruszin néptörzs, amelynél a régi házközösség nyomaival találkozunk. Míg a hucul individualista, a bojkó erős a közösség érzése. A bojkó házközösség (dvoricse)hasonló volt a délszláv házközösséghez (a zadrugához). A ázközösség emléke ma is él a népben, és gyakran előfordul, hogy a nős fiú - ha nincs saját háza - a szüleinél marad hosszabb ideig, és együtt gazdálkodik velük, amíg nem szerez magának annyit, hogy különváljon. A hucul fiú nem akar addig megházasodni, amíg nem biztosított magának otthont.
Egyes bojkó falvakban ma is patriarchális az élet. Ha bojkónak valami kisebb dologra van szüksége, például karóra, és szomszédja udvarában látott egyet, megkérdezés nélkül elviszi, vagy pedig bemegy szomszédja kertjébe, erdejébe és vág magának. Ezért a szomszédja nem jelenti föl, mert hasonló esetben ő is így cselekszik. Azt is természetesnek találja, hogy kölcsönkért kisebb tárgyat (fűrészt, talyigát, teknőt, baltát, kalapácsot) nem siet visszaadni.”Majd érte jön a gazdája, ha kell neki.”Sőt a kölcsönvett tárgyat másnak is továbbkölcsönözi, és a tulajdonos bejárhatja a fél falut, amíg megtalálja.
A hegylakó ruszinok többsége bojkó. A Kárpát-gerinc közelében élnek. Nem hívásra jöttek, nem rendszeresen telepítették le őket, hanem csendesen, észrevétlenül szivárogtak be a XVI - XVIII. században Halics bojkó lakta hegyvidékéről, Turka, Sztrij (lengyelül Sztryj), Drohobics (Drohobycz), Dolina, Kalus (Kałusz) és Szambir (Sambor) járásaiból. A hegyek közt a patakok völgyeiben és a partok lejtőin helyezkedtek el. Sok halicsi bojkó vándorolt be a Rákóczi-szabadságharc leverése után, 1711-1720 között.
A bojkó legények és lányok szívesen mennek az Alföldre aratni. Megtanulnak valamit magyarul és otthon a faluban kérkednek magyar tudásukkal. Télen a fonóban szívesen énekelnek magyar dalokat, eredeti magyar szöveggel, vagy szó szerinti fordításban. Magyar szeretetüket jellemzi, hogy ha kedveskedni akarnak valakinek, azt mondják neki, hogy „olyan, mint egy magyar”.
A bojkó az ökröt szereti, abból van a legtöbb haszna. Nem szereti az erdőt, a cserjét, mert nagy munkát adott apáinak azok kiirtása, hogy házhelyet, egy kis szántót és kertet szerezzenek maguknak. Táplálkozása a huculénál is gyengébb. Fő tápláléka a zablepény, burgonya, káposzta, bab és kukoricalisztből készült puliszka. Ritka ínyencfalatnak tartja és csak nagy lakomák alkalmával kerül asztalára a töltött tyúk. Kiszedi a tyúk belső részeit, kukoricalisztből és édestejből készült péppel megtölti, bevarrja, megfőzi és utána megsüti.
A bojkóval szemben a hucul rendkívül szereti szülőföldjét, csak a huculok lakta területen belül változtat lakóhelyet, házasság vagy más ok folytán. A bojkó viszont könnyen elköltözik, ha azt gondolja, hogy jobb sorsa lesz új lakóhelyén. Sok bojkó vándorolt már Torontálba és Bácskába. Pénzzé tette kis vagyonkáját, mert több és jobb földet kapott érte másutt. Pedig az ő hazája is szép.